# Бродщина (Кобелякский район)
Бро́дщина (укр. Бродщина) — село,
Бродщинский сельский совет,
Кобелякский район,
Полтавская область,
Украина.
Код КОАТУУ — 5321880401. Население по переписи 2001 года составляло 275 человек.
Является административным центром Бродщинского сельского совета, в который, кроме того, входят сёла
Леваневское,
Николаевка,
Павловка и
Самарщина.

## Географическое положение
Село Бродщина находится на расстоянии в 1,5 км от села Николаевка и в 2-х км от села Леваневское.
К селу примыкает большое болото с несколькими заросшими озёрами.
Через село проходит автомобильная дорога Р-52.

## Экономика
- Молочно-товарная ферма.
- ООО «Нива».

## Объекты социальной сферы
- Школа І—II ст.